# 감태
감태는 갈조류의 바닷말이다. 전복의 먹이로 중요하며 깊은 바다에서 난다. 경상북도 울릉군 연안에 서식하고 있는 갈조식물 다시마목 다시마과의 여러해살이 해조류이다.
전남 무안에서는 감태를 1년내내 먹는다.

## 분포
서해안, 남해안과 제주도, 독도 그리고 일본 등지에 분포한다.

## 특징
원기둥 모양의 줄기는 1~2미터이며, 갈색이다. 줄기 끝에는 겹잎조각 모양의 납작한 가운뎃잎이 1개 달린다. 가운뎃잎은 갈색을 띠는데, 길이 1m 정도이고 양쪽에 깃꼴 모양의 작은 잎이 달린다. 말리면 검은빛을 띤다. 봄에 나타나는 어린 식물체는 줄기 길이 5~10㎝, 가운뎃잎 길이 20~30㎝ 정도이다.